# San Lorenzo de El Escorial-i királyi kolostor
A San Lorenzo de El Escorial-i királyi kolostor (spanyolul: Real Monasterio de San Lorenzo de El Escorial) a 16. században épült uralkodói palota és kolostor Spanyolországban, a Madrid tartományban lévő San Lorenzo de El Escorial település mellett. 
II. Fülöp Spanyolország Habsburg uralkodója építtette a saint-quentini csata napján (1557. augusztus 10.) – Szent Lőrinc napján –  tett fogadalma folytán. Juan de Toledo és Juan de Herrera jeles építészek 1563-tól 1584-ig építették. Fülöp Madridot tette meg fővárossá, s tőle északnyugatra emeltette az impozáns épületet, a királyi család lakhelyét.

## Az épület
A fenséges kolostorpalota óriási terjedelmű, hossza 240 m, szélessége 190 m, rajta 7 torony, 15 kapu és 1110 ablak van. 

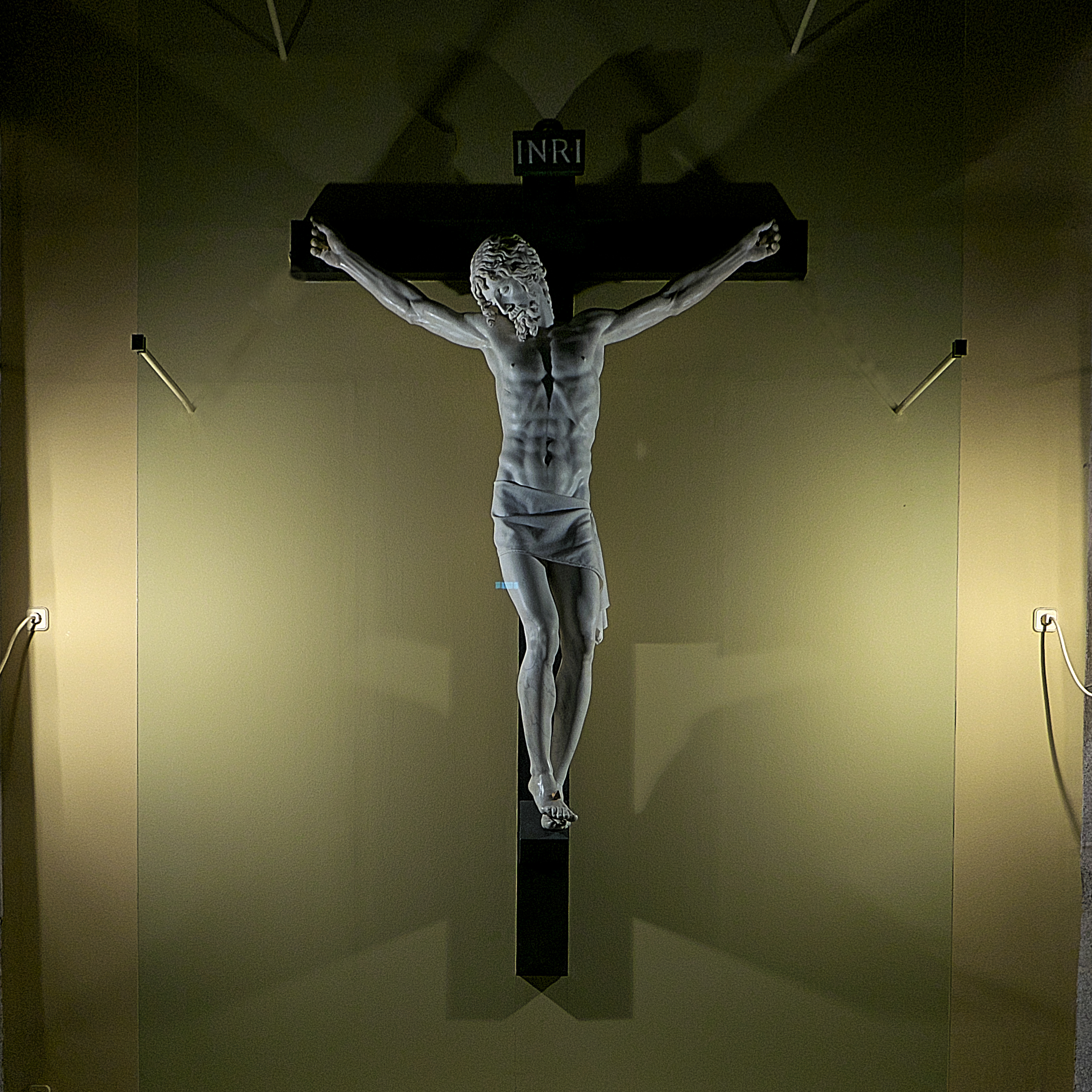
Fehér carrarai márványból készült feszület Benvenuto Cellinitől

Sárgás gránitból készült, komor külsejű és hosszú boltozott folyosóival rideg belsejű építmény. 
A legfigyelemreméltóbb része a 95 m magas kupolával ellátott templom; 48 oltárát több értékes kép ékesíti; a boltozaton 8 freskó Luca Giordanótól való; két aranyozott bronzból készített imádkozó csoport V. Károlyt és II. Fülöpöt ábrázolja; az egyik kápolnában pompás fehér carrarai márványból készült feszület látható Benvenuto Cellinitől. A főhajó alatt van a királyok panteonja, amelyben 26 spanyol király és királyné, a többi közt V. Károly koporsóját is őrzik; Az infánsok panteonjában, ahol a királyi gyermekek és gyermektelen királynék alusszák örök álmukat, itt van a lepantói győzőnek, don Juan d'Austriának a koporsója is. A főlépcsőt, amely az egész épületnek egyik legérdekesebb része, szintén Giordano freskói díszítik. Magában a palotában csak néhány nagy csatakép díszíti a falakat. A palota körül elterülő parkban „több az architektúra, mint a növényzet”. Itt áll a Casa del Príncipe.

## A könyvtár

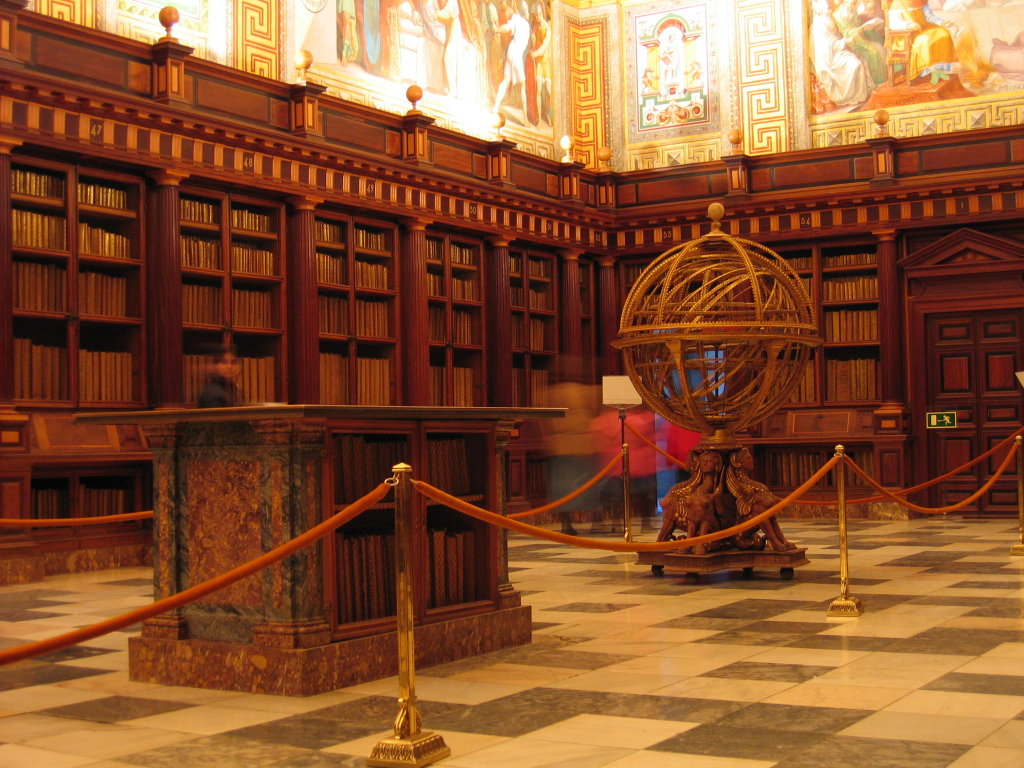
Barokk teremkönyvtár

Az első barokk teremkönyvtár. II. Fülöp híres építőmestere, Herrera az elsők között volt, aki a korábbi pulton való elhelyezés helyett falipolcokon (repositoriumokon) oldotta meg a könyvek tárolását. Ezáltal a terem közepe felszabadult a könyvektől, s alkalom nyílt a ritkaságok és drágaságok elhelyezésére. A könyvtár belső elrendezésével, nagy belmagasságával a barokk látványos terem jellegét öltötte magára. A könyvtár az uralkodó személyes felügyelete alatt rendkívül gyorsan gyarapodott. A legértékesebb de Mendoza államférfi hagyatéka volt. A könyvtárosa, Montanus különleges rendezési elveket vezetett be: az állományt először nyelvek szerint csoportosította, majd elválasztotta a kéziratokat a nyomtatványoktól, s végül az egészet 64 tárgy szerint felosztott csoportba sorolta.
A könyvtár sok értékes, különösen ókori klasszikai és arab irodalmi kincseket rejt magában.

## Képek

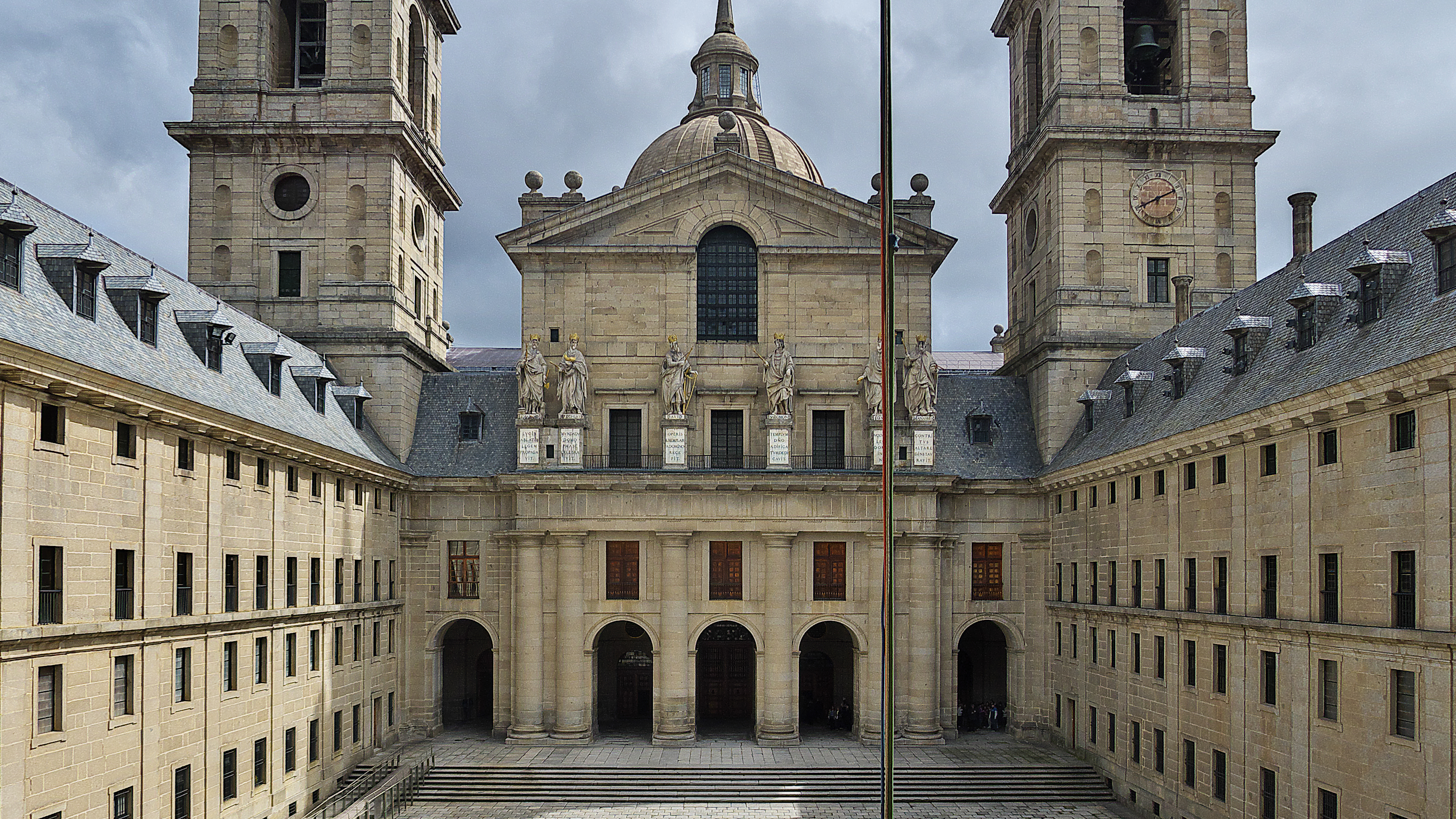
A kolostor temploma
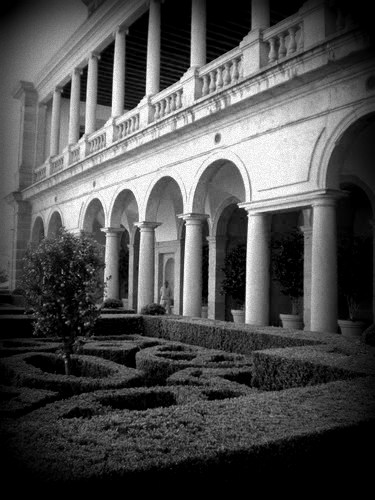
A kolostor udvara
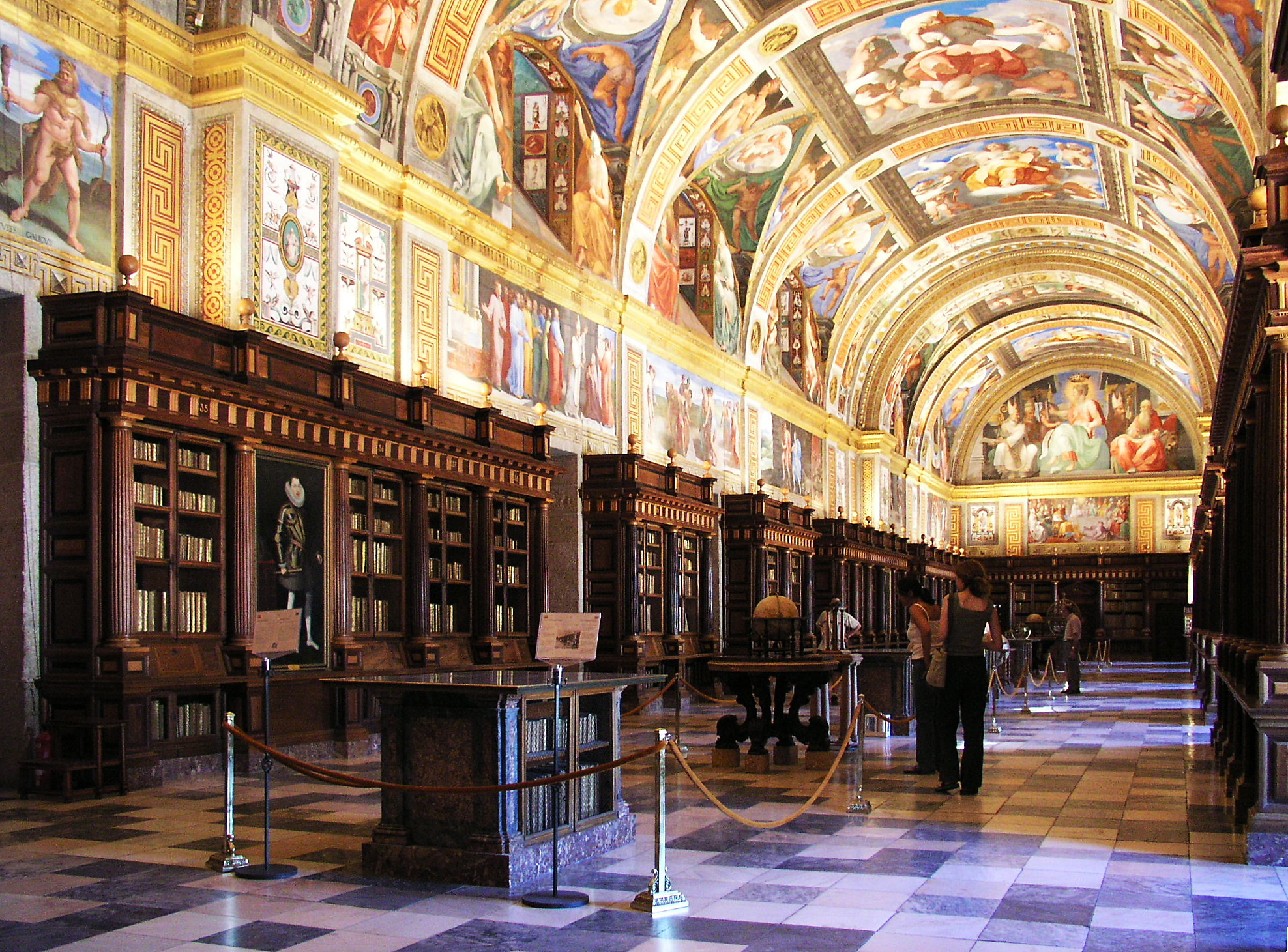
A kolostor könyvtára
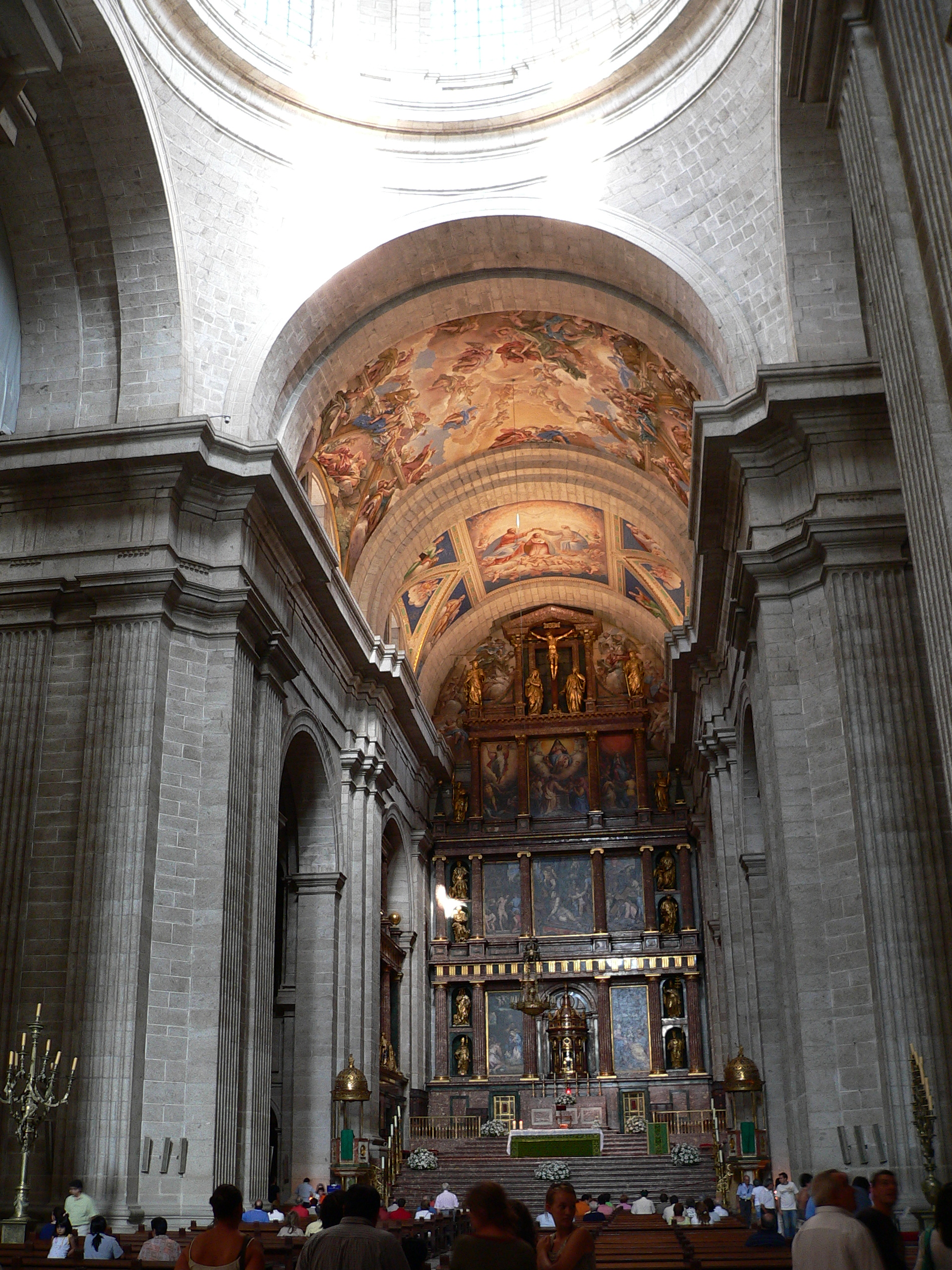
A bazilika főhajója